# De smaa Sørøvere
De smaa Sørøvere er en amerikansk stumfilm fra 1917 af Elsie Jane Wilson.

## Medvirkende
- Zoe Rae som Margery
- Charles West som George Drake
- Frank Brownlee som John Baird
- Gretchen Lederer som Virginia Baird
- Frederick Titus